# Nadagarodes flavipectus
Nadagarodes flavipectus là một loài bướm đêm thuộc họ Geometridae.